# Gila coerulea
 Gila coerulea és una espècie de peix cipriniforme de la família dels ciprínids.

## Morfologia
Els mascles poden assolir els 41 cm de longitud total.

## Distribució geogràfica
Es troba a Oregon i Califòrnia (Estats Units).